# Alucita loxoschista
Alucita loxoschista là một loài bướm đêm thuộc họ Alucitidae. Loài này có ở Uganda.